# Falco vespertinus

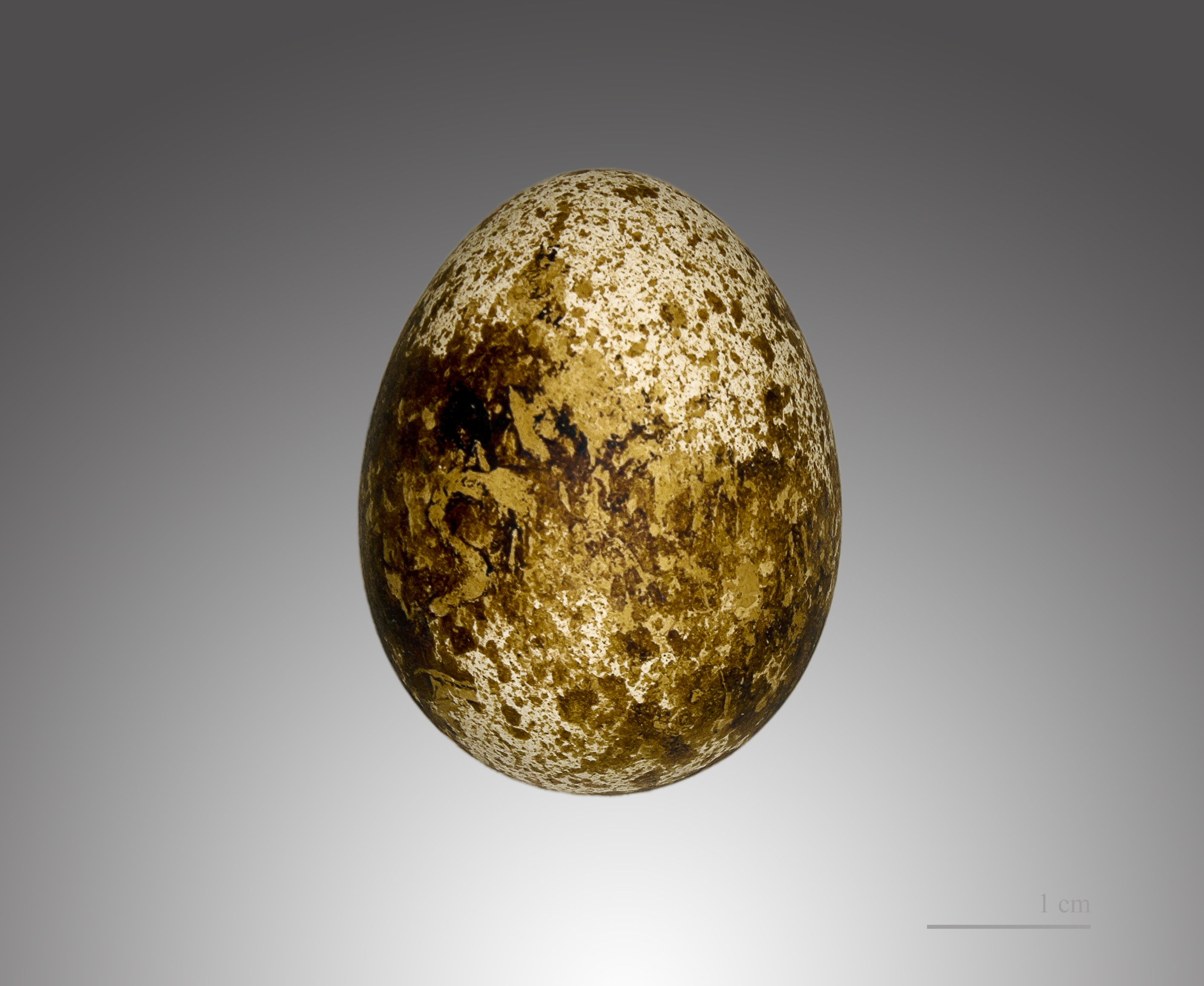
Falco vespertinus

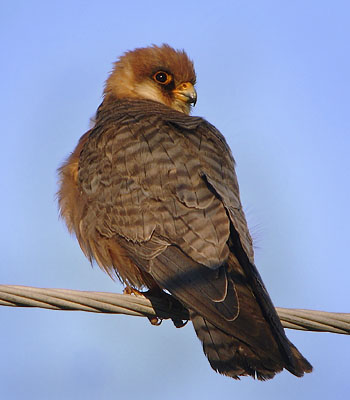
Femmina adulta

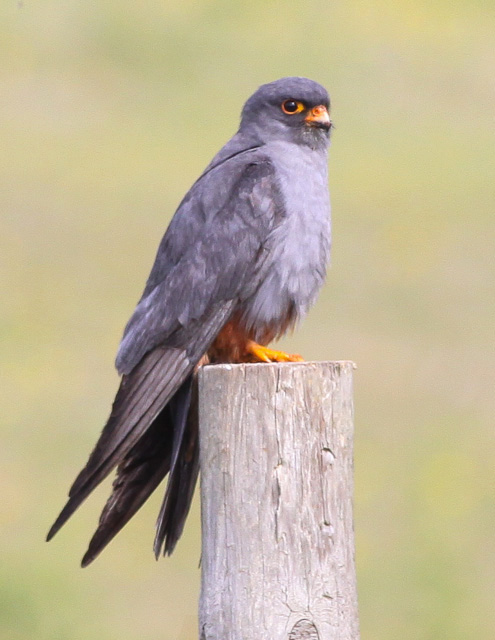
Maschio adulto

Il falco cuculo (Falco vespertinus, Linnaeus 1766) è un uccello della famiglia dei Falconidae.

## Descrizione
È un piccolo falco lungo circa 30 cm, con un'apertura alare di circa 70 cm.
Il maschio adulto è tutto grigio scuro, ad eccezione di becco, zampe, anello perioculare e ventre rosso corallo. La femmina ha la parte inferiore del corpo arancione e la parte superiore e le ali grigie con barre più chiare.
Vola di solito alternando planate a volo attivo con rapidi battiti delle ali; spesso resta fermo in aria facendo lo spirito santo come il gheppio, anche se per periodi più brevi.

## Ecologia
Il falco cuculo è una specie coloniale, nidifica in nidi abbandonati di corvide. Si nutre di insetti, che cattura in volo, e piccoli mammiferi. Attivo di giorno o spesso al crepuscolo.

## Distribuzione e habitat
Il falco cuculo è un migratore a lungo raggio: si riproduce principalmente in Europa orientale e sverna in Africa meridionale. In Italia nidifica soltanto in Emilia Romagna e Veneto, anche se recentemente è stato avvistato nidificare in Puglia presso le campagne vicine alle saline di Margherita di Savoia, in habitat di pianura costituiti da terreni aperti con presenza di alberi, come praterie, pascoli e terreni agricoli con filari alberati.

## Sistematica
Il falco cuculo è monotipico; recentemente una sottospecie è stata classificata come una specie a parte.